# Сентябрь 2024 года

Список событий сентября 2024 года.

## События
- 1 сентября
  - С 1 сентября 2024 года в российском законодательстве вступили в действие правовые новеллы касающихся домашних животных
- 2 сентября
  - Новым генеральным директором британского финансового холдинга HSBC стал Жорж Элхедери[1][2].
  - Чистки в Минобороны РФ: Арестован замкомандующий Ленинградским военным округом генерал-майор Валерий Муминджанов[3]
  - В Демократической Республике Конго произошла неудавшаяся попытка массового побега заключенных, в процессе которого более 100 человек были убиты[4].
- 3 сентября
  - В результате российского ракетного удара по Военному институту в Полтаве погибло более 50 человек, около 300 получили ранения[5].
  - Удар молнии повредил арку Константина в Риме (Италия)[6].
  - Спорт
    - Спортивный арбитражный суд дисквалифицировал российскую бегунью Татьяну Томашову на 10 лет и аннулировал все её результаты с 21 июня 2012 по 3 января 2015 года. Таким образом, Томашова лишается серебряной медали Олимпийских игр 2012 года на дистанции 1500 метров[7].
- 4 сентября
  - 4 человека погибли и 9 получили ранения в результате стрельбы в средней школе в Джорджии (США)[8].
  - Александр Лукашенко помиловал ещё 30 политзаключенных[9].
  - ABC News опубликовала правила предстоящих президентских дебатов между Харрис и Трампом, запланированных на 10 сентября[10].
  - Рыночная капитализация корпорации Nvidia за 1 день упала на 279 млрд долларов, рекордное падение в истории фондовых бирж[11].
- 5 сентября
  - Мишель Барнье назначен премьер-министром Франции[12].
  - Хантер Байден признал себя виновным по делу об уклонении от уплаты федеральных налогов, за это преступление сыну уходящего президента грозит максимальное наказание в виде 17 лет тюрьмы[13].
  - Спорт
    - Сборная Сан-Марино по футболу одержала первую в истории победу в официальном матче, обыграв в Лиге наций Лихтенштейн со счётом 1:0[14].
- 6 сентября
  - В шанхайском районе Пудун (Китай) открылся крупнейший в мире крытый горнолыжный курорт «Shanghai L*SNOW Indoor Skiing»[15].
- 7 сентября
  - Спорт
    - Вторая ракетка мира Арина Соболенко впервые выиграла Открытый чемпионат США по теннису в женском одиночном разряде, победив в финале Джессику Пегулу со счётом 7-5 7-5[16].

  - Космический корабль Boeing Starliner вернулся на Землю без экипажа[17].
- 8 сентября
  - В Париже прошла церемония закрытия летних Паралимпийских игр[18].
  - Жертвами тайфуна «Яги» во Вьетнаме стали как минимум 179 человек[19].
  - Спорт
    - Первая ракетка мира Янник Синнер стал победителем Открытого чемпионата США по теннису в мужском одиночном разряде, победив в финале Тейлора Фрица со счётом 6-3 6-4 7-5[20].
- 9 сентября
  - Спорт
    - После решения Спортивного арбитражного суда об отклонении апелляции Евгения Устюгова о дисквалификации за применение допинга, сборная России лишается золотой медали за победу в мужской биатлонной эстафете и утрачивает первое место в медальном зачёте зимних Олимпийских игр 2014 года в Сочи[21].
- 10 сентября
  - Вышло обновление стандарта Юникод, добавлено 5185 новых символов[22].
  - Россия заняла село Водяное.

- 11 сентября
  - Состоялись президентские дебаты между кандидатами на пост президента США Камалой Харрис и Дональдом Трампом[23].
- 13 сентября
  - В Китае повысили пенсионный возраст[24].
  - Международная шахматная федерация (ФИДЕ) восстановила членство Федерации шахмат России[25].
- 14 сентября
  - В результате прихода циклона «Борис» в странах Центральной Европы началось наводнение, тысячи домов повреждены в Румынии, Польше, Чехии и Австрии, погибли по меньшей мере семь человек[26][27][28].
- 15 сентября
  - На кандидата в президенты США Дональда Трампа совершено второе покушение[29].
  - Эстонский канатоходец Яан Роозе впервые в истории пересёк пролив Босфор, пройдя по канату, натянутому между опорами моста на высоте 165 м. Километровый переход из Азии в Европу занял у него примерно 47 минут[30].
  - Спорт
    - Команда Team Liquid стала победителем турнира The International 2024 по игре Dota 2. Призовой фонд турнира составил около 2,5 млн долларов США[31].
- 17 сентября
  - Тереса Рибера назначена вице-президентом, ответственным за вопросы конкуренции, в комиссии под председательством Урсулы фон дер Ляйен на период 2024—2029 годов[32].
  - В Ливане и Сирии произошли массовые взрывы пейджеров боевиков «Хезболлы»[33].
  - Общие потери военных России и Украины с начала полномасштабной войны превысили 1 миллион человек. По оценке WSJ число убитых украинских военных составляет около 80 тысяч, число убитых российских военных составляет около 200 тысяч, ранены по 400 тысяч человек как в украинской, так и в российской армиях[34].
  - Ядерный полигон на Новой Земле подготовлен к возобновлению полномасштабной испытательной деятельности[35].
  - Спорт
    - «Бавария Мюнхен» стала первой командой в истории Лиги чемпионов УЕФА, забившей за матч 9 мячей. Мюнхенцы разгромили дома «Динамо» из Загреба со счётом 9:2, покером отметился Харри Кейн[36].

- 18 сентября
  - В ночь на 18 сентября расположенный неподалеку от города Торопец крупный склад боеприпасов был атакован дронами. Произошла детонация боеприпасов, возник пожар[37]. В городе и соседних сёлах во многих домах выбило стекла. Согласно снимкам со спутников, пожар распространился на всю территорию склада — около 5 км²[38]. Было зафиксировано как минимум 17 сейсмических толчков, самый мощный магнитудой 2,5[39].
  - В Ливане и Сирии произошли массовые взрывы раций и радиоприёмников боевиков «Хезболлы»[40].
  - Преступления и происшествия
    - Стрельба в офисе компании Wildberries в Романовом переулке после приезда туда мужа владелицы компании Татьяны Бакальчук и бывших топ-менеджеров компании Сергея Ануфриева и Владимира Бакина; двое погибших, раненые среди сотрудников полиции, около 30 человек задержаны, возбуждено уголовное дело. Татьяна Бакальчук назвала это попыткой рейдерского захвата компании[41].

  - Частное лунное затмение 18 сентября 2024 года[вд][42].
  - Специальные события
    - Количество статей в русской Википедии достигло 2 миллионов.
- 21 сентября
  - Новым президентом Шри-Ланки избран Анура Кумара Диссанаяке, победивший на выборах[англ.][43].
- 22 сентября
  - В результате взрыва[англ.] метана в угольной шахте в провинции Южный Хорасан (Иран) погиб по крайней мере 51 шахтёр, ещё 20 получили ранения[44].
  - Спорт
    - Команда Европы обыграла команду мира в теннисном Кубке Лейвера, прошедшем в Берлине. Решающим стал последний матч, в котором испанец Карлос Алькарас победил американца Тейлора Фрица[45].

- 23 сентября
  - На Землю вернулся экипаж экспедиции МКС-71, Олег Кононенко установил рекорд по суммарной продолжительности нахождения человека в космосе — 1110 дней[46]
  - Израиль начал военную операцию в Ливане[47].
  - В Будапеште (Венгрия) завершилась 45-я шахматная олимпиада; победу как в открытом, так и в женском турнирах одержали сборные Индии[48].
- 24 сентября
  - Идентифицированы останки Джеймса Фицджеймса, капитана корабля «Эребус» в пропавшей экспедиции Франклина[49].
- 25 сентября
  - Спикер Палаты представителей США Майк Джонсон потребовал увольнения посла Украины в США Оксаны Маркаровой после того, как Владимир Зеленский вместе с несколькими политиками-демократами посетил завод по производству боеприпасов в колеблющемся штате Пенсильвания, что представляет собой иностранное вмешательство в выборы[50][51].
  - Внесены изменения в ядерную доктрину России[52].
- 26 сентября
  - В Японии оправдали Ивао Хакамаду, 56 лет ждавшего смертной казни?![53][54].
  - Представитель Демократической партии Эрик Адамс стал первым в истории мэром Нью-Йорка, обвиняемым в уголовных преступлениях во время работы на этом посту[55], Адамсу предъявлены обвинения по пяти пунктам, в том числе во взяточничестве[56].

- 27 сентября
  - Израиль нанёс авиаудар по центральному штабу «Хезболлы» в Бейруте[57]; в результате удара был убит лидер «Хезболлы» Хасан Насралла[58][59].
  - В Нью-Йорке состоялась встреча Зеленского и Трампа, обсудили перспективы прекращения войны[60].
  - Правящая партия Японии избрала нового лидера — Сигэру Исиба, который также станет следующим премьер-министром страны[61][62].
  - В результате взрыва на АЗС в Махачкале погибло 13 человек[63].

- 28 сентября
  - Ураган Джон вызвал наводнение в южной части Мексики, погибло 22 человека[64].

- 29 сентября
  - Астероид 2024 PT5[англ.] временно стал второй луной Земли — примерно на два месяца[65].
  - Жертвами наводнения и оползней[англ.] в Непале стали по крайней мере 151 человек, ещё 56 числятся пропавшими без вести[66].

- 30 сентября
  - Израиль начал наземную операцию в Ливане[67].